# A Division 1926/1927
Šestý ročník Irish League (1. irské fotbalové ligy) se konal od 21. srpna 1926 do 7. května 1927.
Soutěže se zúčastnilo opět 10 klubů. Titul získal podruhé ve své klubové historii Shamrock Rovers FC, který získal o tři body více něž obhájce titulu Shelbourne FC. Nejlepšími střelci se stali dva hráči: David Byrne (Shamrock Rovers FC) a Ian McMillan (Shelbourne FC), oba vstřelili 17 branek.